# Matrimonio igualitario en Washington
El matrimonio igualitario en el estado estadounidense de Washington es legal desde el 6 de diciembre de 2012.
La Corte Suprema de Washington, en una decisión 5-4, dictaminó el 26 de julio de 2006 que la legislatura estatal está presispuesta bajo la constitución de Washington para limitar el matrimonio a parejas del sexo opuesto. Además de la prohibición estatal sobre matrimonios del mismo sexo, la Ley de Defensa del Matrimonio de 1998, fue confirmada, el tribunal señaló que su decisión no impedía al legislador cambiar la ley estatal para permitir el matrimonio del mismo sexo, e invitó a tres jueces de la mayoría la legislatura para revisar el efecto de la prohibición en parejas del mismo sexo.
En 2007, la Legislatura limitadó las parejas de hecho. En 2008, Washington amplió las parejas de hecho a "todo excepto el matrimonio". Esta ley sobrevivió a un desafío electoral en la forma de referéndum estatal en noviembre de 2009.
En abril de 2011, Gregoire firmó una ley que daba tratamiento de pareja de hecho a los matrimonios celebrados fuera del estado de Washington. Antes de esto, el estado de Washington legitimó a las parejas de hecho y uniones civiles fuera del estado, pero los matrimonios del mismo sexo fuera del estado no se habían reconocido de alguna manera aún.
Un proyecto de ley para legalizar el matrimonio del mismo sexo aprobado fue firmado por el gobernador Christine Gregoire el 13 de febrero de 2012. Los matrimonios del mismo sexo se podrán realizar a partir del 7 de junio de 2012, pero esta decisión puede retrasarse si se reúnen las firmas de opositores suficientes para forzar un referéndum de votantes. Si se recogen las firmas, la normativa no entrará en vigor hasta noviembre de 2012, siempre que así lo confirme el resultado del referéndum.

## Pleitos

### Andersen vs Sims
El 8 de marzo de 2004, seis parejas del mismo sexo, apoyadas por Lambda Legal, presentaron una demanda para impugnar la defensa constitucional de Washington acerca del matrimonio. Las cuatro reclamaciones constitucionales se basaban en el debido proceso, la privacidad, la igualdad de protección y la igualdad de género. El 4 de agosto de 2004, en el Condado de King el Juez del Tribunal Superior, William L. Downing, emitió un dictamen con tespcto a Andersen vs Sims, en el que decía que el estado no tenía ninguna base racional para excluir parejas del mismo sexo de los derechos y beneficios del matrimonio. La decisión llegó a la conclusión de que la ley estatal limitar el matrimonio a solo parejas de distinto sexo violaba los artículos de la Constitución. El matrimonio completo no era necesario, pero la opinión dispuso la creación de una "unión civil", estatus que le dio todos los derechos y beneficios del matrimonio a parejas del mismo sexo. Su orden se quedó pendiente de apelación ante la Corte Suprema de Washington.

### Castle vs El Estado
El 1 de abril de 2004, once parejas del mismo sexo, apoyadas por la Unión Estadounidense por las Libertades Civiles, presentó una demanda desafiando las leyes de Washington que restringian a parejas del mismo sexo poder casarse. Asimismo, se pretendía el reconocimiento de los matrimonios celebrados legalmente en otras jurisdicciones. El 7 de septiembre de 2004, en el Condado de Thurston el Juez de la Corte Superior Richard D. Hicks emitió un dictamen con respecto al caso Castle vs El Estadoen el que decía que las leyes matrimoniales del estado violaban la igualdad de protección de los privilegios e inmunidades de la cláusula de la constitución del estado. El fallo se combinó con Andersen vs Sims en un recurso de apelación ante la Corte Suprema de Washington.

### Andersen vs Condado de King
Los dos casos, Andersen contra Sims y Castle contra el Estado, se consolidaron en la revisión judicial como Andersen contra el condado de King. La Corte Suprema de Washington escuchó los argumentos orales el 8 de marzo de 2005. El 26 de julio de 2006, la Corte Suprema de Washington, dictó un fallo 5-4 a favor de que se desestime el tribunal inferior. La opinión de la mayoría se centró en la constitucionalidad de las acciones de la legislatura, que aprobó la Ley de Defensa del Matrimonio y limitaba los privilegios del matrimonio a parejas del sexo opuesto. El 29 de agosto de 2006, los abogados de las parejas del mismo sexo presentaron una moción en virtud ante la Corte Suprema que declaró que permitan a ambos lados de una demanda judicial para solicitar la reconsideración de una decisión. El Tribunal podría rechazar la moción, pedir al Estado una respuesta por escrito, su decisión de invertir, o estar de acuerdo para volver a escuchar los argumentos orales. No hay un calendario y las solicitudes son aceptadas en raras ocasiones.

## Iniciativa 957
El 10 de enero de 2007, la Defensa a la Alianza matrimonial de Washington archivó la Iniciativa 957 (2007) de Washington para poner una parte de la decisión de Andersen en la ley por medio de la procreación un requisito para todos los matrimonios en el estado de Washington. La razón de ser fue la premisa de que el matrimonio existe con el propósito de la procreación y para crear un caso de prueba mediante el cual Andersen puede ser echado a bajo por ser inconstitucional. La iniciativa fue retirada por sus patrocinadores el 3 de julio de 2007, después de haber recibido muy pocas firmas para la boleta de noviembre de 2007.

## Proyecto de ley de 2012
Ley Estatal 6239, la legalización del matrimonio del mismo sexo y la conversión de la mayoría de las asociaciones nacionales no disueltas dentro de dos años a contraer matrimonio, se remitió al Comité de Operaciones de Gobierno, las relaciones tribales y Elecciones, donde se ha aprobado el 26 de enero de 2012. Cuatro enmiendas fueron introducidas por el republicano Dan Swecker, y todos fallaron en una votación de la línea del partido 3-4. El republicano Don Benton pidió un referéndum para la boleta electoral de noviembre de 2012 y el movimiento fracasó por un voto 3-4. El 26 de enero de 2012, el proyecto de ley informó de la comisión por un voto de 4-3 y fue enviado al Senado para una votación en el pleno. El 1 de febrero de 2012, la Ley Estatal 6239, fue aprobada por el Senado por una votación con resultado de 28-21.
La Cámara de Representantes tomó la misma medida, HB 2516. Fue aprobada por la Comisión de Justicia el 30 de enero por un resultado de 7-6. Se volvió a votar en la versión aprobada por el Senado del proyecto de ley el 6 de febrero, pasándole por un voto de 7-5, con un miembro del comité republicano ausente. El proyecto de ley fue enviado al pleno de la Cámara, donde fue aprobado el 8 de febrero por una votación de 55-43.
El gobernador Christine Gregoire firmó el proyecto de ley el 13 de febrero. La ley entrará en vigor en junio de 2012 (90 días después del final de la sesión legislativa) a menos que los opositores recojan las firmas necesarias para llevar la medida a un referéndum de votantes a nivel estatal, lo cual es su intención. La ley no podría entonces entrar en efecto a menos que lo aprobasen los votantes el 6 de noviembre de 2012 en el referéndum. Todas las parejas de hecho que no impliquen al menos un miembro de 62 años de edad o más y no se disuelva dentro de los dos años siguientes a la fecha en que la ley entre en vigor, se convertirá automáticamente en los matrimonios.

## Opinión pública
En mayo de 2011 una encuesta encontró que el 46% de los votantes de Washington cree que el matrimonio homosexual debe ser legal, mientras que el 44% pensaba que debería ser ilegal, y el 10% no estaba seguro.
Una encuesta de octubre de 2011 de la Universidad de Washington encontró que el 55% de los votantes de Washington votaría a favor de mantener la aprobación legislativa del matrimonio del mismo sexo si se sometiera a un referéndum, mientras que el 38% se opondría y el 7% estaban indecisos. Una pregunta separada en la misma encuesta encontró que el 43% de los encuestados cree que las parejas de gais y lesbianas deberían tener el mismo derecho a casarse de las parejas heterosexuales, el 22% cree que las parejas de gais y lesbianas deberían tener los mismos derechos que las parejas heterosexuales sin el uso de la palabra "matrimonio", el 15% piensa que las parejas de gais y lesbianas deberían tener derecho a casarse con solo algunos de los derechos del matrimonio, el 17% se oponía a todo reconocimiento legal, y 3% NS/NC.
En febrero de 2012 una encuesta reveló que el 50% de los votantes de Washington votaría a favor de mantener una ley que legalizaría el matrimonio del mismo sexo, mientras que el 46% pondría en riesgo su derogación y el 4% no estaban seguros. En la misma encuesta el 49% pensaba que el matrimonio homosexual debe ser legal, mientras que el 44% cree que debería ser ilegal y el 7% no estaban seguros. Cuando se trata de las opciones de matrimonio, uniones civiles, y sin reconocimiento legal, el 46% siente que las parejas homosexuales deberían poder casarse legalmente, el 32% cree que a las parejas homosexuales se les debe permitir la unión civil y solo el 20% se opone a todo reconocimiento legal de las relaciones homosexuales, el 2% no estaban seguros.

## Impacto económico
Un estudio de la UCLA estima el hecho de permitir que parejas del mismo sexo puedan contraer matrimonio supondrá un impacto en el presupuesto del estado de Washington. El estudio concluye que permitir que parejas del mismo sexo contraigan matrimonio se traducirá en una ganancia neta de aproximadamente 3,9 5,7 millones de $ cada año para el Estado. Este impacto neto será el resultado de los ahorros en los gastos en el estado supeditadas a una comprobación programas de beneficios públicos y de un aumento en impuestos sobre las ventas de las bodas y el turismo relacionado con la boda.